# O'Neil Thompson
O'Neil Thompson (Kingston, 11 agosto 1983) è un ex calciatore giamaicano, di ruolo difensore.

## Carriera

### Nazionale
Tra il 2006 ed il 2012 ha giocato complessivamente 20 partite con la nazionale giamaicana, con la quale nel 2009 ha inoltre anche partecipato alla CONCACAF Gold Cup.

## Palmarès

### Club

#### Competizioni nazionali
- Campionato giamaicano: 2

Arnett Gardens: 2014-2015, 2016-2017